# Maria Pasquinelli
Maria Pasquinelli (Firenca, 1913. – Bergamo, 2011.), talijanska iredentistica koja je ubila britanskoga brigadnog generala u Puli kao protest protiv talijanskoga gubitka Istre poslije Drugoga svjetskog rata.

## Život
Maria Pasquinelli rođena je u Firenci 1913. godine gdje je završila studij za učiteljicu. Bila je fanatična članica fašističkoga pokreta i volontirala je 1940. kao medicinska sestra u Crvenom križu u Talijanskoj Libiji, a kao učiteljica u Splitu (Dalmatinskom Gubernatoratu) 1941./1942. godine.
Navodno je bila šokirana fojbama i masakrom Talijana u Istri i Dalmaciji kao i s time povezanim egzodusom koji se zbio na kraju Drugoga svjetskog rata.
Pasquinelli je 10. veljače 1947. u Puli ustrijelila Roberta D. De Wintona, britanskoga generala. U to je vrijeme istarski grad Pula bio pod savezničkom vojnom upravom iščekujući mirovni ugovor koji je trebao uspostaviti novu granicu između Italije i tadašnje FNR Jugoslavije. Dan prije na pariškoj mirovnoj konferenciji odlučeno je da će Pula pripasti Titovoj državi.
Pasquinelli se nije svidjela ideja da "najsvetije talijanske zemlje" budu predane strancima, pa je ubila generala kao "predstavnika pobjedničkih sila". Uhvaćena je i poslije osuđena na smrt na savezničkome vojnom sudu u Trstu, a presuda je ipak zamijenjena doživotnim zatvorom.
Oslobođena je 17 godina kasnije. Za života nije dala intervju novinarima i povjesničarima, a ima i nekoliko zagovornika.